# Diocese de Port Blair
A Diocese de Port Blair (Latim:Dioecesis Portus Blairensis) é uma diocese localizada no município de Port Blair, nas ilhas de Andamão e Nicobar em território da união, pertencente a Arquidiocese de Ranchi na Índia. Foi fundada em 22 de junho de 1984 pelo Papa João Paulo II. Com uma população católica de 40.664 habitantes, sendo 8,4% da população total, possui 16 paróquias com dados de 2020.

## História
Em 22 de junho de 1984 o Papa João Paulo II cria a Diocese de Port Blair através do território da Arquidiocese de Ranchi.

## Lista de bispos
A seguir uma lista de bispos desde a criação da diocese em 1984.
|                      | Nome                          | Período              | Notas                |
| Bispos de Port Blair | Bispos de Port Blair          | Bispos de Port Blair | Bispos de Port Blair |
| -------------------- | ----------------------------- | -------------------- | -------------------- |
| 2º                   | Visuvasam Selvaraj            | 2021 - atual         |                      |
| 1º                   | Aleixo das Neves Dias, S.F.X. | 1984 - 2019          |                      |